# 笑いが無理なら体張れ
『笑いが無理なら体張れ』（わらいがむりならからだはれ）は、TBSテレビ系列で2019年3月から不定期放送されたバラエティ番組。

## 概要
従来のネタ番組に芸人たちが体を張る“アトラクション”の要素を融合したものである。芸人たちは制限時間100秒の間に、スタジオの観客50名からランダムに選ばれた観客を全員笑わせるか（「ネタブロック」）、もしくは体を張ってアトラクションをクリアする（「アトラクションブロック」）か、の究極の選択を迫られる。
まずは「ネタブロック」からスタート。最新の顔認証システムにより笑った人数が厳正にカウントされる。ランダムに選ばれた10～20人が全員笑えばクリア。
｢ネタブロック｣でのクリアは不可能と感じた場合はステージの右側にある赤いボタンを押すとタイマーが一時停止し、｢アトラクションブロック｣に移行することができる。ただし、｢アトラクションブロック｣では｢ネタブロック｣で笑った観客の人数は一切関係無いため、いかに早いタイミングで｢アトラクションブロック｣に切り替えるかが重要。
｢アトラクションブロック｣では各ステージで用意されたアトラクションの攻略を目指す。｢ネタブロック｣でボタンを押した時点での残り時間がそのまま制限時間になるため、早く｢ネタブロック｣を終わらせた方が有利である。見事指定された条件を満たすとクリアとなる。挑戦するアトラクションはステージによって徐々に難易度が上がっていき、クリアするのが困難になっていく。
挑む芸人は制限時間内であれば、どのタイミングでも「ネタブロック」から「アトラクションブロック」に変更することが可能である。ただし、｢アトラクションブロック｣から｢ネタブロック｣に逆戻りすることはできない。また、｢アトラクションブロック｣に移行せず、100秒全てを｢ネタ｣に費やしても良い。
3つのステージを全てクリアすると賞金30万円を獲得することができる。

## 各回のアトラクション

### 第1回

#### 1stステージ
- ネタブロック：笑わせる人数のノルマ10名
- アトラクションブロック：「押し出せ！どすこいスモーレスラー」
  - 巨大な日村力士人形を制限時間内にまわしを掴みながら力士人形を土俵の外に完全に押し切れたらクリア。ただし、人形を押している間はMCの設楽が持っているボタンでまわしから電流を流して妨害する。

#### 2ndステージ
- ネタブロック：笑わせる人数のノルマ15名
- アトラクションブロック：「飛び乗れ！ヒムケンターザンジャンプ！」
  - 高さ3メートルの位置からターザンロープを使って前方にある日村に似せたマッシュルームヘアのセットに見事落ちずに着地できればクリア。粉に落下しても制限時間内であればスタート台に戻り何度でも挑戦できる。途中、設楽が持っているボタンで炭酸ガスを噴射して妨害する。

#### ファイナルステージ
- ネタブロック：笑わせる人数のノルマ20名
- アトラクションブロック：「つかめ！ぬるぬるマネートルネード！」
  - ローションでぬるぬるにした高速回転するターンテーブル上に吊るされた賞金30万円をキャッチできればクリア。

### 第2回
ステージに関係なく、ネタブロックでの笑わせる人数のノルマは10名で固定。

#### 1stステージ
- 「鼻フックハリケーン」
  - 巨大な日村パネルの口から放たれる巨大扇風機の強風に、挑戦者は鼻フックパラシュートを装着した状態で立ち向かい、制限時間内に日村パネルの鼻部分にあるボタンを押せば扇風機が止まり、アトラクションクリア。途中、設楽が持っているボタンで炭酸ガスの妨害を行う。トリオの場合は代表者2名が挑戦。

#### 2ndステージ
- 「アツアツピンポンバスケットボール」
  - 二人一組になり、操作役とキャッチャー役に分かれ、操作役の方は熱湯の上に吊るされたキャッチャー役の相方をロープで操作し、口元にピンポン玉を投げ、キャッチャー役は投げ込まれたピンポン玉を口のみでキャッチし、かごの中に入れたらクリア。途中、設楽が持っているボタンで操作役に低周波を流す。ピン芸人の場合は必ずキャッチャー役となり、3人の一般人(マッチョ、ガリガリ、デブ)の中から抽選で選出した人物が操作役になる。

### ファイナルステージ
- 「つかめ！ぬるぬるマネートルネード！」
  - 前回と同様だが、吊るされている賞金30万円も回転しているため、難易度はアップ。

## 出演者

### 司会
MC
- バナナマン（日村勇紀・設楽統）

進行
- 第1回 - 山本里菜（TBSテレビアナウンサー）
- 第2回 - 伊東楓（TBSテレビアナウンサー）

### 出演芸人

#### 第1回（出演芸人）
- アルコ&ピース（平子祐希・酒井健太）
- インディアンス（田渕章裕・木村亮介）
- 春日俊彰（オードリー）
- カミナリ（竹内まなぶ・石田たくみ）
- サツマカワRPG
- さらば青春の光（森田哲矢・東ブクロ）
- 三四郎（小宮浩信・相田周二）
- ジャッキーちゃん
- セルライトスパ（肥後裕之・大須賀健剛）
- トム・ブラウン（布川ひろき・みちお）
- ハナコ（菊田竜大・秋山寛貴・岡部 大）

#### 第2回（出演芸人）
- アイデンティティ（田島直弥・見浦彰彦）
- アルコ&ピース（平子祐希・酒井健太）
- 春日俊彰（オードリー）
- きつね（大津広次・淡路幸誠）
- さらば青春の光（森田哲矢・東ブクロ）
- 庄司智春（品川庄司）
- ニッチロー'
- ネルソンズ（和田まんじゅう・青山フォール勝ち・岸健之助）
- 宮下草薙（草薙航基・宮下兼史鷹）
- ラブレターズ（塚本直毅・溜口佑太朗）

## エピソード
- 第2回放送において、ネルソンズがファイナルステージ挑戦中、ローションを塗ったターンテーブル上でジャンプし、上からつるされた賞金をキャッチする際に青山フォール勝ちが腕をひねり右肩を負傷。待機していた医師が応急処置をし、病院へ搬送し診察の結果、右肩関節脱臼・右肩甲骨関節窩骨折で全治8週間の見込みと診断された[6]。挑戦の模様はカットされず放映された。なお、ネルソンズは収録の6日後にキングオブコント2019決勝出場を控えていたが、患部を固定しながら出演した。

## 放送日一覧
| 回数  | 放送日              | 放送時間（JST） | 備考 |
| ----- | ------------------- | --------------- | ---- |
| 第1回 | 2019年3月27日（水） | 23:56 ｰ 0:55    |      |
| 第2回 | 2019年9月26日（木） | 0:01 ｰ 1:00     |      |

## スタッフ
- 企画・演出：唐澤景一
- プロデューサー：小林弘典、成田雅仁
- 構成：興津豪乃、岩本哲也、板井龍太
- TM：近藤明人
- TD：荒井隆之
- VE：生田史織、姫野雅美
- 撮影：米山亨
- 音声：斎藤宏司
- 照明：押木佑介
- 編集：久留主剛
- MA：細川尚史
- 音響効果：小田切暁
- 美術プロデューサー：木村真梨子、山口智広
- 美術デザイナー：山戸蕗
- 美術制作：羽田一成、落合竜司
- 大道具：正代俊明
- 特殊装置：勝大輔
- 電飾：住義仁
- アクリル：渡邊卓也
- メカシステム：庄子奏広
- 顔認証：青木貴則
- 衣装：横尾毅
- 持道具：岩本美徳
- メイク：坂間亜由美
- 装飾：田村健治
- 幕装飾：堤隆示
- 美術協力：東京特殊効果、秋山メカステージ
- タイトル・CG：The KingMaker
- イラスト：雑賀建郎
- 公開放送：松本裕二
- 協力：KDDI総合研究所
- 編成：上田惇也
- 宣伝：井田有香
- デスク：鈴木里奈
- TK：飯塚愛美
- AD：小野寺忠貴・嘉数駿吾・袴田俊平・阿部凌 / 杉田愛美・増田涼
- キャスティングP：新貝元章
- AP：橋本美和
- MP：渡辺英樹
- ディレクター：青木章浩・久野公嗣・水口健司・坂口英雄
- プロデューサー：小林浩典
- 製作・著作：TBSテレビ